# Лозова (гміна)
Гміна Лозова (пол. Gmina Łozowa) — сільська гміна у Тернопільському повіті Тернопільського воєводства Другої Речі Посполитої. Адміністративним центром гміни було село Лозова.
Гміна утворена 1 серпня 1934 року в рамках нового закону про самоврядування (23 березня 1933 року).
Площа гміни — 61,02 км²

Кількість житлових будинків — 880

Кількість мешканців — 4695
Гміну створено із давніших сільських гмін (самоврядних громад): Байківці, Курники, Шляхтинці, Лозова, Русанівка (хутір, який тепер належить до Байківців), Стегниківці, Шляхтинці.
Гміна ліквідована 17 січня 1940 року із включенням сіл до новоствореного Великоборківського району.